# Hiro Nakamura
Pour les articles homonymes, voir Nakamura.
Hiro Nakamura (中村 広, Nakamura Hiro) est un personnage de fiction du feuilleton télévisé américain Heroes (NBC), qui a le pouvoir de courber le continuum espace-temps, ce qui lui donne accès à la fois au voyage dans le temps, à la chronokinésie et à la téléportation. Il est incarné par l'acteur Masi Oka.

## Son histoire

### Volume 1: Génésis
Hiro est le fils de Kaito et d'Ishi Nakamura et a une sœur nommée Kimiko. Durant son enfance, son père lui raconte les histoires de Takezo Kensei. Par la suite, il ne fait que décevoir Kaito mais reste proche de sa mère.
Vers les années 1990, il accompagne son père à New York où ce dernier confie Claire Petrelli à Noé Bennet. Peu après, sa mère meurt après avoir donné le catalyseur de la formule à Claire. Il assiste à son enterrement avec son père. 
Durant son adolescence, il va, avec Ando et Kimiko, à la fête foraine de Samuel Sullivan. Il voit une diseuse de bonne aventure qui lui assure qu'il sera un héros, ce que le garçon continue à croire jusqu'à la découverte de son pouvoir.
Au départ de la première saison, il est programmeur à Yamagato Industries, à Tokyo, au Japon, et découvre qu'il peut figer le temps, puis voyager dans l'espace et le temps, soit courber l'espace-temps. Fan de l'univers de la science-fiction et des super-héros, il s'investit de la mission de sauver le monde, lorsqu'il découvre, après s'être téléporté à New York, que cette ville va être victime d'une explosion nucléaire. Il est guidé dans sa quête par une étrange bande dessinée d'Isaac Mendez, où il est représenté avec son fidèle ami Ando Masahashi, et où tous les événements qui lui arrivent sont dessinés par avance. Il rencontrera ainsi Nathan Petrelli à Las Vegas, à la suite de leurs mésaventures au casino.
Dans cette trame, un Hiro du futur apparaît, sans lunettes, vêtu de noir, avec le sabre de Takezo Kensei dans le dos. Il retrouvera Peter Petrelli dans le présent pour lui délivrer le message : "Sauve la cheerleader, sauve le monde !", car il est convaincu que c'est Sylar qui est responsable de l'explosion de Kirby Plaza, à laquelle il a survécu grâce au pouvoir de Claire Bennet. À son retour dans son époque, il tombera nez à nez avec son alter ego passé et Ando Masahashi, mort depuis.
Sur sa route, il rencontrera Charlie Andrews, une jeune serveuse de bar avec un pouvoir d'hypermnésie. Quand Sylar la tua, il décida de revenir six mois auparavant pour la prévenir et la sauver. Mais quand elle lui révélera qu'elle est condamnée par une tumeur au cerveau incurable, il sera anéanti, et incapable d'utiliser à nouveau son pouvoir. Hiro se mettra alors en quête du sabre du Takezo Kensei, son héros d'enfance, qu'il retrouvera au casino de M. Linderman.
Il s'attaque plusieurs fois à Sylar, et finit par lui porter un coup de sabre dans le ventre alors que Sylar combattait Peter. Sylar parvient tout de même à pousser Hiro dans le vide, et Hiro se téléporte au hasard pour en réchapper. La première saison s'achève là.

### Volume 2: Générations
Hiro se retrouve alors dans le passé, où il rencontre le légendaire samouraï Takezo Kensei, héros de son enfance. Mais Kensei n'est pas le héros des légendes de son enfance : c'est un gaijin, un étranger blond aux yeux bleus originaire d'Angleterre, alcoolique et paresseux de surcroît.

### Volume 3: Les Traîtres
Au début de la saison 3, Hiro est devenu le PDG de Yamagato Industries, poste où il s'ennuie. Il se fait voler un document ancien appartenant à son père par Daphne Millbrook, une femme ayant le pouvoir de la super-vitesse. Il la poursuit jusqu'à Paris où elle arrive à lui échapper. Il tente de voler la deuxième moitié de la formule au Haitien mais Daphne le fait avant lui. Lui et Ando sont emmenés par le Haitien à Angela Petrelli qui leur dit d'aller libérer Adam Monroe. Après l'avoir fait, Adam les emmène dans un bar où il parvient à leur échapper. 
Il rencontre ensuite Knox, à qui il demande de rejoindre la Compagnie pour retrouver la formule; ce dernier lui ordonne de tuer Ando pour prouver sa loyauté. Grâce à une ruse, il fait croire à la mort de ce dernier et Daphne lui dit d'aller engager Usutu. Il rencontre ce dernier qui lui fait voir le passé où il voit, entre autres, la "création" de Sylar, le combat de Flint et Meredith contre la Compagnie et la "mort" de Arthur Petrelli. Il assiste à la décapitation de Usutu par Arthur Petrelli. Ce dernier, distrait par les peintures de Usutu, va trop loin dans sa mémoire, lui fait tout oublier jusqu'à ses 10 ans. Ando tente alors de le raisonner, mais il joue avec son pouvoir en oubliant le sérieux de sa mission. 
Il va avec Ando dans un magasin de B.D. et il découvre qu'il doit sauver Claire Bennet. Il la sauve de Sylar et Ella et l'emmène 16 ans auparavant, lors de l'adoption de la jeune fille dans l'appartement de Charles Deveaux. Il rencontre sa mère qui, grâce à son pouvoir de guérison, soigne sa mémoire. Elle donne le catalyseur à son fils avant de mourir dans ses bras. Il retrouve ensuite Claire, mais  Arthur lui vole son pouvoir et le catalyseur. Il tente de détruire la formule mais est sauvé par Daphne et Ando, désormais doté d'un pouvoir. Il va à Pinehearst avec cette dernière et détruit la formule.

### Volume 4: Les Fugitifs
Dans le volume Fugitives, il essaie de convaincre Ando d'assumer son nouveau rôle de héros, mais ce dernier préfère user des nouveaux cadeaux de son ami (une moto) pour se divertir. Il se fera alors enlever par les hommes de Nathan Petrelli, qui ne savent pas qu'il n'a plus de pouvoirs. Il embarquera dans l'avion en partance pour la base où ils allaient être détenus quand l'avion se crashe à cause de Peter. Il réussira à fuir avec l'aide de Mohinder Suresh et Matt Parkman. Il retrouve Ando, et à cause du dessin de Matt, partent pour l'Inde, où Hiro parvient à annuler un mariage forcé alors que Ando avait échoué. Peu après, ils reçoivent un fax de Rebelle, leur ordonnant de retourner aux États-Unis pour sauver Matt Parkman.
À l'adresse donnée, il découvre que Matt Parkman est en fait un bébé, fils du policier télépathe et de Janice, qui a le pouvoir d'activer et de désactiver les objets. À l'arrivée de Janice, elle leur fait comprendre que Matt est considéré comme terroriste après son attentat à la bombe sur la place de la Maison Blanche, avorté par Danko. Quand les hommes de main de Danko débarquent pour l'enfant, Hiro et Ando se cachent. Le bébé effleure la joue de Hiro, qui retrouve alors son pouvoir de chronokinesie, mais pas celui de téléportation. Il emmène alors son ami Ando, figé, en brouette sur 12 miles. Ensemble, ils décident d'amener le bébé à son père. Mohinder leur conseille d'aller chez Danko, où Matt se rend pour venger la mort récente de Daphné. Sur place, Hiro sauve in extremis Matt qui se faisait tirer dessus, et l'amène à Matt Parkman Jr., son fils.
Ceci fait, Hiro et Ando décident d'attaquer le bâtiment 26 pour stopper les opérations, mais Hiro n'arrive plus à geler le temps sans avoir de maux de tête et des saignements. Mohinder Suresh explique ce phénomène en expliquant que le corps de Hiro rejette ses capacités retrouvées. Le japonais gèlera cependant une dernière fois le temps pour sauver Noé Bennet de Danko, avant de se résoudre à retourner chez lui avec Ando.

### Volume 5: Rédemption
En puisant dans les fonds de Yamagato Industries, Hiro crée avec Ando "Dial a Hero", où ils comptent utiliser leurs pouvoirs pour venir en aide aux gens. Mais leur première cliente est une fillette qui a perdu son chat, coincé sur un toit. Ando voit alors que Hiro perd le contrôle de son pouvoir : au lieu de geler le temps, il se retrouve coincé. Hiro révèle alors à son ami que sa maladie, une tumeur cérébrale, est incurable : il va mourir. Hiro se souvient alors comment tout a commencé : dans une fête foraine, quatorze ans plus tôt, où une diseuse de bonne aventure lui a prédit une destinée héroïque.
Il s'y transporte involontairement, et retrouve Ando, Hiro et Kimiko du passé. Il rencontre également Samuel, qui veut le convaincre de changer le passé. Hiro refuse, se souvenant de l'expérience de Takezo Kensei. Mais Samuel le pousse, modifiant ainsi le cours de la relation entre Ando et Kimiko entre la haine et l'amour. Hiro est désormais résolu à changer les erreurs de son passé.
Un appel de Tadashi, un employé de Yamagato récemment licencié pour avoir photocopié ses fesses et sur le point de se jeter du toit de l'immeuble, le relance dans sa mission. Mais Hiro a beau corriger la faute, Tadashi fait la photocopie à un autre moment. Après 47 allers retours entre le passé et le présent Hiro, fatigué, parle avec lui, le convainc de ne pas sauter et de trouver un emploi qu'il aime plutôt qu'un autre qu'il finirait par perdre malgré tout. Hiro décide alors d'avouer son état de santé à Kimiko, qui vient de lui demander de l'amener à l'autel pour son mariage, mais il disparait après un violent mal de tête.
Il réapparaît chez Peter Petrelli et s'effondre sur le sol. À l'hôpital, Hiro annonce à Peter que c'est le destin qui l'a amené jusqu'à lui, qu'il est là pour l'aider. Mais Peter, ayant appris que Hiro était gravement malade par les médecins, se demande si ce n'est pas plutôt à lui de sauver Hiro et sans plus attendre, lui emprunte sa chronokinésie par un geste amical, conseille à Emma de discuter avec Hiro de son pouvoir, puis disparait. En parlant avec Emma des pouvoirs, Hiro se souvient de Charlie Andrews. Après un spectacle de magie où il utilise son pouvoir pour faire comprendre à Emma que les pouvoirs peuvent faire le bien, il se téléporte involontairement trois ans plus tôt devant le café de Charlie.
Sur place, il parvient à retrouver Sylar et parvient à faire en sorte que le tueur utilise ses pouvoirs pour sauver Charlie, en échange d'informations sur le futur. Samuel, le forain, était aussi présent, pour lui rappeler que l'instant est critique pour lui, Peter et Claire (peu après, Sylar va tenter de tuer la cheerleader). Alors que Charlie et Hiro étaient prêts à commencer une nouvelle vie, Samuel enlève la serveuse. Hiro se téléporte avec le forain dans le présent, où ce dernier lui explique qu'il a besoin de lui pour réparer une erreur qu'il a commise huit semaines auparavant, qui a entraîné la mort de Mohinder. Hiro parvient à le sauver tout en récupérant la bobine, et enferme le biologiste dans un hôpital psychiatrique. Mais il se fait trahir encore par le forain. Avec Lydia, il découvre finalement que Samuel a tué son frère, et tente avec Edgar et elle de le démasquer. Le plan échoue et Edgar doit fuir, couvert par Hiro. Samuel lui fait alors perdre la raison, et le Japonais part chercher Ando pour libérer Mohinder. Son ami utilise son pouvoir pour guérir Hiro, qui les téléporte ailleurs.
Hiro, Ando et Mohinder sont téléportés chez Noé Bennet. Mais avant qu'il ne puisse faire quoi que ce soit, Hiro fait une autre crise et tombe dans un coma proche de la mort. Hospitalisé d'urgence. Les médecins ne peuvent rien faire pour guérir un Hiro vivant ses derniers instant dans un rêve: 
il se retrouve dans le café où il a fait la connaissance de Charlie, pour assister à son propre jugement. Il doit répondre de ses actes malveillants sur le bon déroulement du temps. À l'issue d'un jugement loufoque présidé par son propre père comme seuls les rêves peuvent en fabriquer, il accepte son châtiment mais demande à mourir avec les honneurs en affrontant Adam Monroe (qui faisait office de procureur du procès) au sabre. Hiro Nakamura vainc Adam Monroe et se dirige vers le monde des morts. À l'entrée, il est accueilli par sa mère qui lui dit que son heure n'est pas encore venue, lui insuffle son pouvoir de guérison et le renvoie à sa vie terrestre.
Prêt à partir, il retrouve une Charlie Andrews âgée, ayant vécu une longue vie depuis une autre époque. Hiro se résout à ne pas partir la rechercher, et emmène Ando à Central Park pour affronter Samuel. Là, Hiro se retrouve à devoir téléporter une foule entière loin des lieux; il y parvient avec l'aide du pouvoir d'Ando.
Il assiste ensuite avec Ando à la révélation de Claire au sujet des spéciaux.

### Futurs alternatifs
Dans la saison 1, Hiro du futur est devenu beaucoup plus sombre à cause de la mort de son ami Ando. Il analyse le cours du temps pour changer le passé afin de stopper la bombe. Il découvre que Sylar a pu se régénérer grâce au pouvoir de Claire Bennet puis va dans le passé et dit à Peter Petrelli de sauver la jeune fille. Par la suite, il rencontre son alter ego du passé qui ne contrôle pas son pouvoir. Ce dernier est capturé par Matt Parkman et Hiro du futur, accompagné d'Ando va voir Niki Sanders et lui demande l'aide de Peter. Après le refus de cette dernière, il va voir Noé Bennet puis manque de se faire capturer par Matt grâce à Peter. Les trois hommes décident de libérer Hiro afin qu'il sauve le monde. Durant l'affrontement, Hiro du futur se fait tuer par Matt.
Dans l'épisode 3x01 « Le Second avènement », il se fait tuer par Ando qui lui vole la formule.

## Pouvoir
Hiro possède le don de modifier le continuum espace-temps, de ralentir le temps au point qu'il semble figé avec la seule volonté de l'esprit et de se téléporter sur des distances inter-continentales.
Des exemples spécifiques de la manipulation temporelle comprend le ralentissement du temps par rapport à lui-même et le temps de rembobinage spécifique à certains objets (une horloge, un train et un pistolet dans différents épisodes). Comme démontré par ses rencontres avec Daphne, une femme à la vitesse accrue, Hiro n'arrête pas complètement le temps. Hiro a montré la possibilité de se téléporter lui-même et d'autres en contact physique avec lui-même, tant par l'espace que par le temps.

## Famille
Kaito Nakamura, père de Hiro, est un dirigeant d'entreprise respecté. Lors de sa première apparition, il ordonne à son fils de revenir au travail, lui offrant même une promotion majeure. Hiro refuse et renonce à hériter de la direction en faveur de sa sœur Kimiko, plus apte à la tâche.
Lors de sa seconde apparition, Kaito se montre fier du rôle de héros de son fils, à la surprise de ce dernier. Il se propose de l'entraîner. Il révèle qu'il a été par le passé membre d'un groupe doté de super-pouvoirs, et a suggéré qu'il en a lui-même un.
Dans la deuxième saison, Kaito est assassiné par Adam Monroe sur le balcon de l'appartement de Charles Deveaux.
Sa mère, Ishi, était l'hote du catalyseur et avait le pouvoir de guérison.

## Autour du personnage

### Son nom
Selon les bandes dessinées disponibles sur le site de la NBC, le nom de Hiro vient de Hiroshima, afin que sa famille garde en mémoire les explosions atomiques de Hiroshima et Nagasaki. Tim Kring, créateur de la série, a révélé : « Ce n'est pas une coïncidence si nous l'avons appelé Hiro… Il est vraiment dans une quête de héros. » Ainsi, le nom de ce personnage est souvent utilisé comme un jeu de mots. Son collègue Ando l'a une fois appelé « Super-Hiro », qui est un homonyme du mot Japonais pour « super-héros » : スーパーヒーロー (sūpāhīrō). De plus, le titre du cinquième épisode est Hiros.

### Autres
Outre le fait d'être un passionné de comics, certains détails de la série suggèrent que Hiro est fan du Manga "Jojo's Bizarre Adventure". Sur son blog, il prétend "vouloir être comme Jojo et Vaan et partir à l'aventure" ("be like Jojo and Vaan and go on adventures "). L'un de ses pouvoirs est l'arrêt du temps, pouvoir également partagé par deux des plus célèbres personnages du manga (Jotaro & Dio) Il pousse également le célèbre "Muda Muda", cri de guerre de Dio, lors du second épisode de la seconde saison. De plus, la version futuriste de Hiro signe sur son blog ses articles sous le pseudonyme "Jotaro Kujo".

### Apparition dans le monde musical
Dans l'album La Colombe du rappeur français Soprano, le titre Hiro fait directement référence au pouvoir temporel du personnage fictif.
Le nom de scène de la chanteuse de RnB Aya Nakamura fait directement référence au personnage de la série.